# William Lambie
Pour les articles homonymes, voir Lambie.
William Allan Lambie, couramment appelé William Lambie, est un footballeur international écossais, né le 10 janvier 1873 à Glasgow où il est décédé le 16 juin 1936. Évoluant au poste d'ailier, il est particulièrement connu pour ses saisons à Queen's Park.
Il compte 9 sélections pour 5 buts inscrits en équipe d'Écosse.

## Biographie

### Carrière en club
Natif de Glasgow, il joue presque la totalité de sa carrière à Queen's Park, mise à part une parenthèse en 1892 à Manchester City, qui s'appelait alors Ardwick AFC.
Il remporte une Coupe d'Écosse en 1893 après avoir été finaliste la saison précédente.
Son frère aîné, John (en), était aussi footballeur et est connu pour être le plus jeune sélectionné (à 17 ans, alors que William l'a été à 19 ans), mais aussi le plus jeune buteur et le plus jeune capitaine de l'équipe d'Écosse.

### Carrière internationale
William Lambie reçoit 9 sélections en faveur de l'équipe d'Écosse. Il joue son premier match le 19 mars 1892, pour une victoire 3-2, au stade de Solitude de Belfast, contre l'Irlande en British Home Championship. Il reçoit sa dernière sélection le 3 avril 1897, pour une victoire 2-1, au Crystal Palace de Londres, contre l'Angleterre en British Home Championship. Il inscrit 5 buts lors de ses 9 sélections, dont un dans chacun de ses quatre premiers matches.
Il participe avec l'Écosse aux British Home Championships de 1892 à 1897. 

#### Buts internationaux
| no | Date         | Lieu                       | Adversaire     | Score final | Compétition               |
| -- | ------------ | -------------------------- | -------------- | ----------- | ------------------------- |
| 1  | 19 mars 1892 | Stade de Solitude, Belfast | Irlande        | 3-2         | British Home Championship |
| 2  | 18 mars 1893 | Racecourse Ground, Wrexham | Pays de Galles | 8-0         | British Home Championship |
| 3  | 7 avril 1894 | Celtic Park, Glasgow       | Angleterre     | 2-2         | British Home Championship |
| 4  | 30 mars 1895 | Celtic Park, Glasgow       | Irlande        | 3-1         | British Home Championship |
| 5  | 4 avril 1896 | Hampden Park, Glasgow      | Angleterre     | 2-1         | British Home Championship |

## Palmarès

### Comme joueur
- Queen's Park :
  - Vainqueur de la Coupe d'Écosse en 1893
  - Finaliste de la Coupe d'Écosse en 1892
  - Vainqueur de la Glasgow Football League en 1897